# Свиридов, Михаил Константинович
Михаил Константинович Свиридов (род. 10 января 1938) — советский и российский юрист и  педагог. Профессор, доктор юридических наук. Специалист в областях уголовного права и уголовного процесса. Ректор Томского государственного университета в 1993—1995 годах.

## Биография
Родился 10 января 1938 года в селе Топки (на территории современной Кемеровской области).
В 1962 году окончил Томский государственный университет, в 1968 году — аспирантуру при нём. В 1962—1992 годах — ассистент, аспирант, доцент, профессор, первый проректор. В 1993—1995 годах — ректор ТГУ.
С 1995 года — заведующий кафедрой уголовного процесса ТГУ. Занимал данный пост на протяжении более 30 лет. Всего отдал педагогической деятельности более 50 лет своей жизни. Ученики Свиридова стали педагогами во многих крупных университетах России, возглавляют кафедры юридических вузов.
Является автором более 80 научных работ по проблемам защиты прав личности в уголовном судопроизводстве и проблемам исполнения приговора, в том числе двух монографий по проблемам уголовного процесса, организации и деятельности правоохранительных органов.
Действительный член Международной академии наук высшей школы. Заслуженный юрист Российской Федерации.

## Награды
Награждён орденом Почёта (2005), премией Томского государственного университета (2000).